# دمیتری فلدمن
دمیتری فلدمن (روسی: Дмитрий (Маркус) Моисеевич Фельдман؛ ارمنی: Դմիտրի (Մարկուս) Ֆելդման؛ ۲۰ آوریل ۱۹۰۲ - درگذشته ۲۰ دسامبر ۱۹۶۳) فیلم‌بردار اهل اتحاد شوروی بود.

## گزیده فیلم‌شناسی
- پپو (فیلم)
- داویت بک (فیلم)
- راز دریاچه کوهستان
- سنجاقک (فیلم ۱۹۵۴)